# Steropodontidae
Steropodontidae — вимерла родина однопрохідних ссавців. Родина існувала у ранньому крейдяному періоді (120—110 млн років тому) в Австралії. У родину відносять два види: Steropodon таTeinolophos. Вони схожі на сучасних качкодзьобів, відрізняються будовою молярів нижньої щелепи. Вони сягали до 50 см завдовжки. Розмножувались яйцекладінням як і інші однопрохідні.